# Étival-Clairefontaine
Étival-Clairefontaine ist eine französische Gemeinde mit 2.454 Einwohnern (Stand 1. Januar 2022) im Département Vosges in der Region Grand Est (bis 2015 Lothringen). Sie gehört zum Arrondissement Saint-Dié-des-Vosges und zum Kanton Raon-l’Étape.

## Geografie
|  |  |

Die Gemeinde Étival-Clairefontaine liegt in den Vogesen, etwa zehn Kilometer nordwestlich von Saint-Dié-des-Vosges am Fluss Meurthe und seinem Zufluss Valdange.
Nachbargemeinden von Étival-Clairefontaine sind Raon-l’Étape im Norden, Moyenmoutier im Osten, La Voivre im Südosten, Nompatelize im Süden, Saint-Remy im Südwesten, Saint-Benoît-la-Chipotte im Westen sowie Sainte-Barbe im Nordwesten.

## Bevölkerungsentwicklung
| Jahr      | 1962 | 1968 | 1975 | 1982 | 1990 | 1999 | 2007 | 2019 |
| Einwohner | 2265 | 2305 | 2240 | 2231 | 2328 | 2401 | 2466 | 2610 |

## Sehenswürdigkeiten
Die bedeutendste Sehenswürdigkeit im Ort ist die romanische Kirche „Notre-Dame“ aus dem 12. Jahrhundert, einst Klosterkirche der schon um die Mitte des 7. Jahrhunderts gegründeten Abtei Étival. Sie wurde im 16. Jahrhundert umgebaut und während des Zweiten Weltkriegs von deutschen Soldaten gesprengt, aber danach wieder aufgebaut.

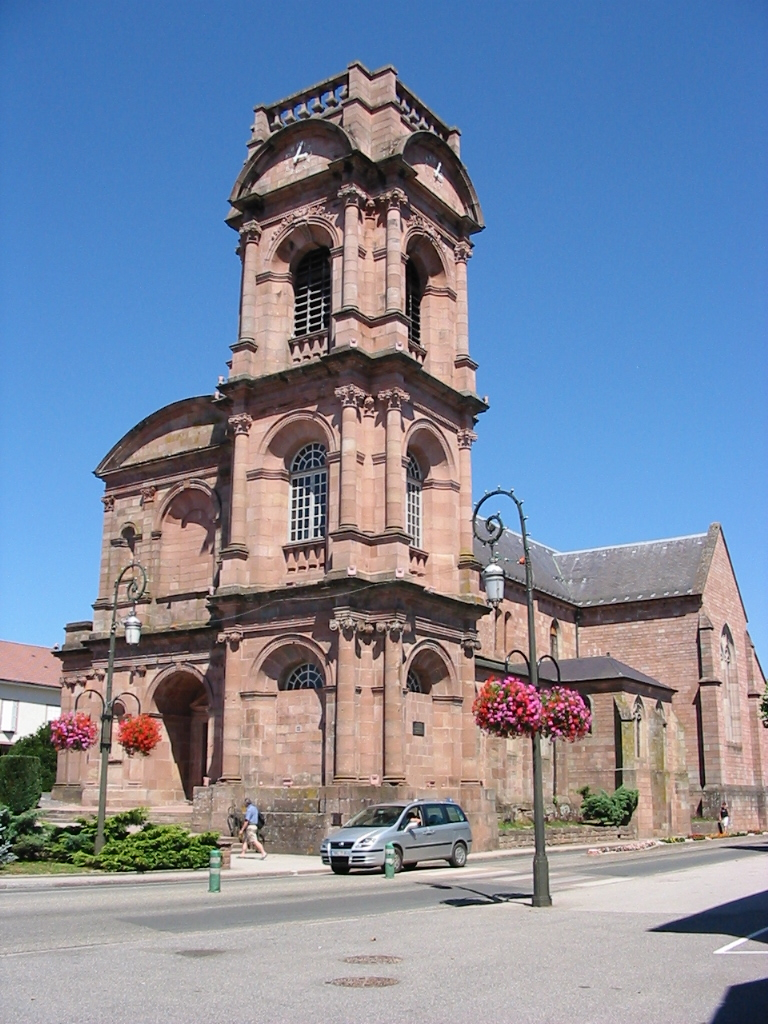
Abteikirche Notre-Dame
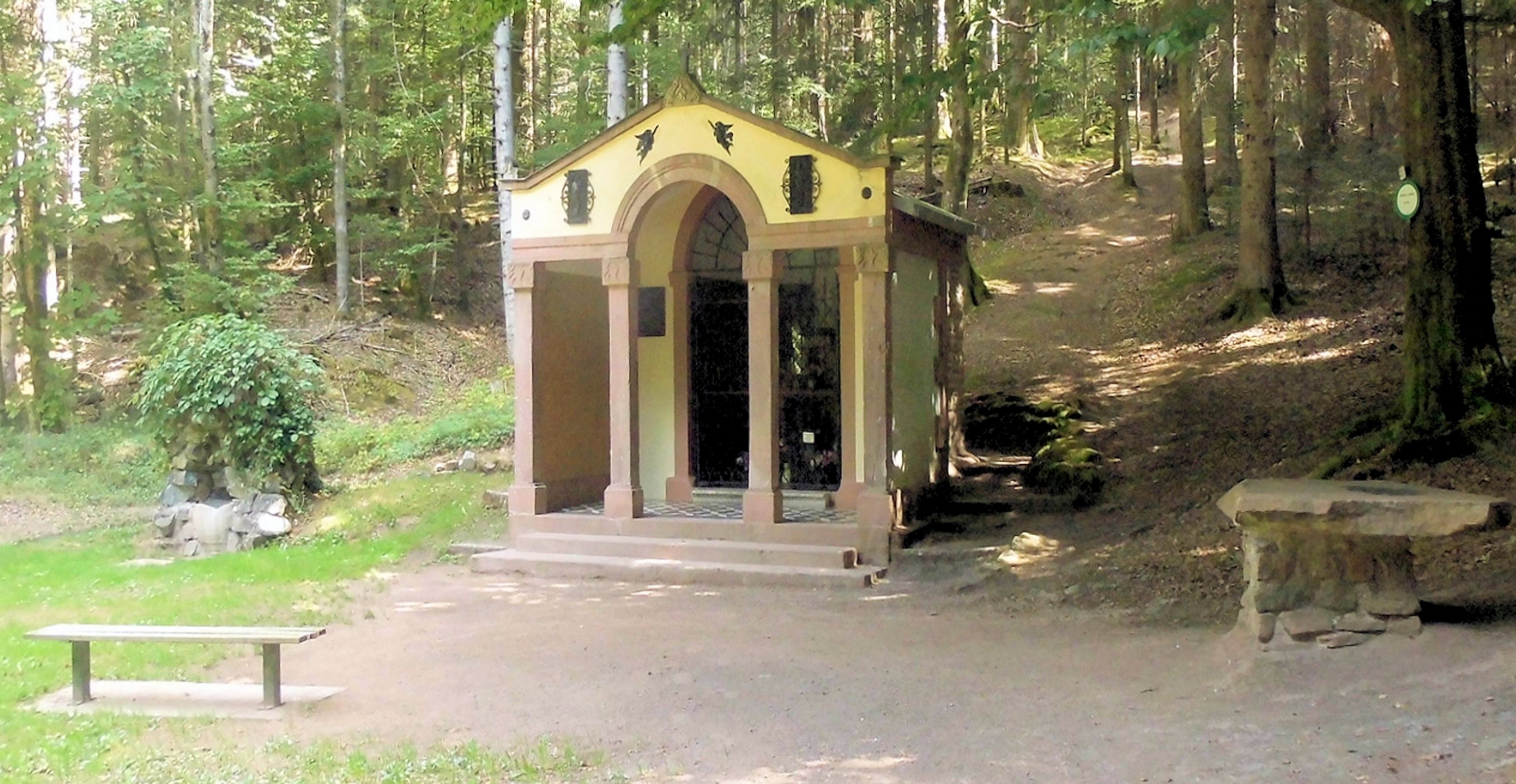
Kapelle der gnädigen Jungfrau